# 氖灯

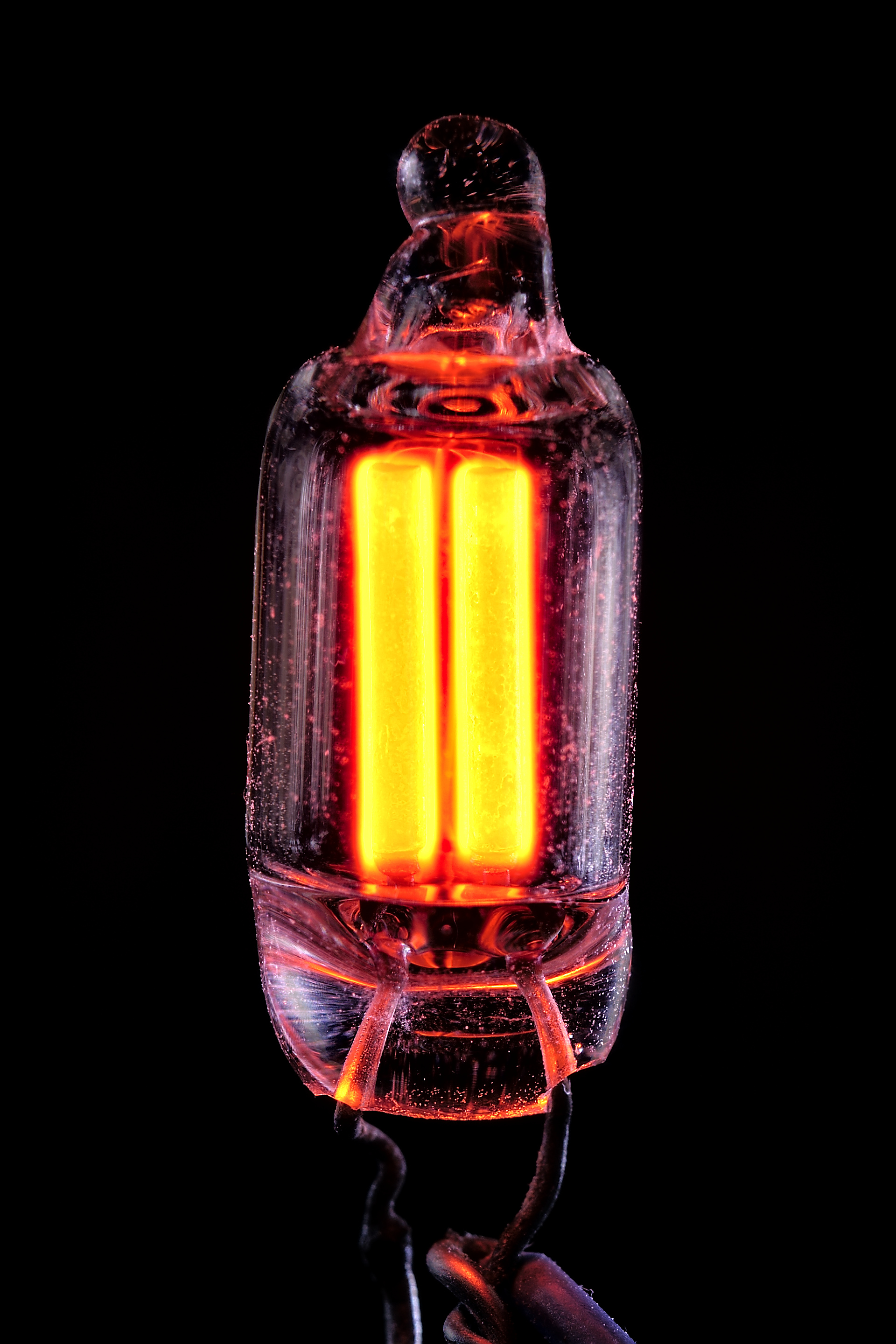
NE-2型氖灯，由交流电驱动

氖灯（英語：neon lamp）指的是一种小型的氣體放電燈，一般在其玻璃腔中的电极间低压充入氖和其他气体。电极两端的电压足够时，灯就会发出橙红色的放电光线。氖灯在阴极附近会发光，若使用交流电则两端都会发光。城市中的霓虹灯也属气体放电灯，但比普通氖灯大得多，且多出一个陽輝區结构。氖灯常用作电子设备的指示灯。

## 歷史
1898年，英國化學家威廉·拉姆齐和莫里斯·特拉弗两人首次发现了氖气，并当即发现其放电发出的红光。面對著這種奇異的氣體和這美麗的光彩，特拉弗后来回忆道：“管中气体赤红色的光线讲述着它自己的故事。这种场景终生难忘。”